# Narcotic Thrust
Narcotic Thrust — британская музыкальная группа, работающая в стиле хаус. Состоит из двух участников: Стюарта Крайтона и Энди Морриса. Группа была основана в 1996 году, однако популярность приобрела позже. Их песня «Safe From Harm» заняла первую строчку в американском чарте «Hot Dance Club Play». Известность группа приобрела после выпуска сингла «I Like It» (c вокалом Ивонны Джон-Льюис) в 2004 году, который занял девятую строчку в чарте «UK Singles Chart», покорил вершину чарта Европы Плюс (проведя там 21 неделю) и занял восьмую строчку в общероссийском радиочарте, продержавшись там в общей сложности 46 недель.
Группа также специализируется на создании ремиксов. Группа делала ремиксы на синглы «Suffer Well» группы Depeche Mode и «Red Blooded Woman» певицы Кайли Миноуг.

## Дискография
- 1996 «Funky Acid Baby»
- 2002 «Safe From Harm» (with Yvonne John Lewis) #24 UK
- 2004 «I Like It» (with Yvonne John Lewis) #9 UK
- 2005 «When The Dawn Breaks» (with Gary Clark) #28 UK
- 2006 «Waiting For You» (with Yvonne John Lewis)